# Zoersel
Zoersel este o comună din regiunea Flandra din Belgia. Comuna este formată din localitățile Zoersel și Halle. Suprafața totală a comunei este de 38,65 km². La 1 ianuarie 2008 comuna avea 21.003 locuitori. 
Zoersel se învecinează cu comunele Brecht, Malle, Schilde, Ranst, Vorselaar și Zandhoven.

## Localități înfrățite
- Spania: Lora del Río;
- Germania: Laubach;
- România: Crucea.

1. ↑  Crossroad Bank of Enterprises, accesat în 13 iulie 2023